# Радкевич, Александр Иванович
Александр Иванович Радкевич (1913—1957) — советский военный. Участник польского и бессарабского походов РККА, Советско-финской и Великой Отечественной войн. Герой Советского Союза (1943). Полковник.

## Биография
Александр Иванович Радкевич родился 26 августа (13 августа — по старому стилю) 1913 года в деревне Болговичи Игуменского уезда Минской губернии Российской империи (ныне деревня Копыльского района Минской области Республики Беларусь) в крестьянской семье. Белорус. Окончил семь классов неполной средней школы в соседнем селе Грозово и Минский архитектурно-строительный техникум. С 1934 года и до призыва на военную службу работал прорабом на Копыльской машинно-тракторной станции.
В ряды Рабоче-крестьянской Красной Армии А. И. Радкевич был призван Копыльским районным военкоматом Минской области в 1935 году. В 1938 году окончил Ленинградское военно-инженерное училище. Служил командиром сапёрного взвода и сапёрной роты в Белорусском военном округе. Участвовал в Польской кампании 1939 года.
Участник советско-финляндской войны: в ноябре 1939 — марте 1940 года — начальник инженерной службы 756-го стрелкового полка 150-й стрелковой дивизии. После завершения Зимней войны 151-я стрелковая дивизия была переброшена в Одесский военный округ, где Радкевич продолжал службу начальником инженерной службы полка. Участвовал в операции по присоединению Бессарабии и Северной Буковины к СССР.
Начало Великой Отечественной войны встретил на реке Днестр в должности помощника начальника инженерной службы дивизии по снабжению. К началу войны инженерные части дивизии были укомплектованы в основном новобранцами, и обучать своих бойцов сапёрному делу Александру Ивановичу пришлось уже в условиях военного времени, отступая с боями через всю Украину. Сапёры строили укрепления, минировали и взрывали военные и промышленные объекты. В феврале 1942 года старший лейтенант А. И. Радкевич был назначен помощником начальника оперативного отделения штаба инженерных войск 37-й армии. Весной 1942 года А. И. Радкевичу было присвоено звание капитана, и он возглавил 116-й отдельный армейский инженерный батальон. Под его командованием подразделение участвовало в боевых действиях на Миус-фронте. Александр Иванович лично водил своих бойцов на задания. Капитан Радкевич отличился летом 1942 года, прикрывая отступление армии к Дону. Действуя в частях арьергарда, он получил задачу силами роты инженерного армейского резерва задержать наступление немецких танков. 10 июля 1942 года в районе селе Волчеяровка его бойцы под огнём противника установили 300 противотанковых мин, на которых подорвались 11 немецких танков. Колонна немецкой бронетехники вынуждена была идти в обход минного поля и попала под плотный огонь советской артиллерии.
После поражения Красной Армии в Харьковской операции Южный фронт был расформирован. С августа 1942 года капитан А. И. Радкевич в составе Северо-Кавказского и Закавказского фронтов участвовал в Битве за Кавказ. Александр Иванович со своими бойцами выполнял боевые задачи в ходе Моздок-Малгобекской и Нальчикско-Орджоникидзевской оборонительных операций. Во время отступления армии 116-й отдельный инженерный батальон в тяжелейших условиях горной местности сумел проложить 19 километров дороги, что позволило вывести весь армейский автотранспорт. После стабилизации линии фронта личный состав батальона Радкевича активно привлекался к разведывательно-диверсионной работе. В период с 4 по 12 декабря 1942 года его бойцы 12 раз ходили в тыл врага, где минировали дороги, нарушали коммуникации противника и добывали ценные разведданные. В январе 1943 года советские войска начали изгнание немецко-фашистских войск с Северного Кавказа. Александр Иванович принимал участие в Северо-Кавказской и Краснодарской наступательных операциях, в ходе которых противник был блокирован на Таманском полуострове. К весне 1943 года ему было присвоено звание майора. А. И. Радкевич вновь отличился в боях на Голубой линии противника в апреле — мае 1943 года.

Инженерная подготовка наступления частей 37-й армии через плавни и реку Адагум

В результате наступления советских войск на краснодарском направлении части 37-й и 56-й армий Северо-Кавказского фронта вышли к центральному участку линии Готенкопф на рубеже Крымская — Троицкая. Противник создал в этом месте мощную глубоко эшелонированную оборону, насыщенную ДЗОТами и ДОТами. В результате проведённой советскими войсками разведки было выявлено, что наименее оборудованным в инженерном отношении являлся правый фланг немецкой обороны, проходивший по левому берегу реки Адагум. Противник рассчитывал, что топкие плавни на участке между реками Кубань и Адагум станут непреодолимым препятствием для советских войск, но именно на этом участке командование Северо-Кавказского фронта решило нанести удар в обход немецких укреплений. Перед частями 37-й армии была поставлена задача форсировать реку Кубань, и преодолев трудно проходимые плавни, переправиться через Адагум, выйти в тыл немецким войскам, захватить хутора Ленинский и Батарейный и железнодорожную станцию Кеслерово и тем самым содействовать наступлению частей 56-й армии на направлении главного удара. Для выполнения поставленной задачи из подразделений 295-й и 389-й стрелковых дивизий был сформирован добровольческий отряд в количестве 1500 человек, усиленный миномётными и артиллерийскими подразделениями. Обеспечить форсирование отрядом плавней и реки Адагум должен был сводный добровольческий инженерный батальон, формирование которого было поручено майору А. И. Радкевичу. Задача, поставленная перед Александром Ивановичем, была не из лёгких. Полковник Б. В. Баданин, занимавший в этот период должность начальника штаба инженерных войск Северо-Кавказского фронта, впоследствии вспоминал:

План инженерного обеспечения операции предусматривал: формирование из добровольцев от инженерных частей сводного инженерного батальона в составе трёх рот по четыре взвода из 36 человек каждый; изготовление 400 деревянных лодок грузоподъемностью на 5-7 человек; постройку 110 паромов под огневые средства для ведения огня на плаву (12 паромов для 76-мм орудий, 16 — для 45-мм пушек и 78 — для станковых пулемётов); подготовку деталей и материалов для постройки штурмового моста через плавни; наводку понтонных мостов через р. Кубань у хутора Урма и станицы Троицкой и постройку моста через р. Адагум в хуторе Садовом для обеспечения бесперебойного снабжения передовых частей боеприпасами и продовольствием. В плане были определены задачи добровольческого инженерного батальона: одной ротой батальон обеспечивал форсирование плавней и р. Адагум добровольческим отрядом и сопровождение его боевых порядков после форсирования, второй ротой — закрепление захваченных рубежей на южном берегу Адагума и третьей ротой — форсирование плавней основным составом 295-й стрелковой дивизии.— Баданин Б. В. На боевых рубежах Кавказа.
Эта грандиозная задача была выполнена майором А. И. Радкевичем за десять дней. В ночь на 30 апреля 1945 года сводный инженерный батальон осуществил переброску батальонов добровольческого отряда на левый берег реки Адагум. В результате ожесточённых боёв к исходу 1 мая десантникам удалось овладеть станцией Кеслерово, но немцы бросили на ликвидацию плацдарма крупные резервы, и развить успех советским бойцам не удалось. Борис Васильевич в своих мемуарах по этому поводу отмечал:

В первые дни операции добровольческий отряд успешно отбивал ожесточённые контратаки противника, стягивавшего к месту прорыва подкрепления. Однако вскоре из-за ошибок, допущенных командиром отряда, выпустившим из своих рук управление подразделениями и своевременно не позаботившимся о закреплении захваченных позиций, отряд утратил инициативу и, теснимый противником, начал медленно отходить к своему берегу.— Баданин Б. В. На боевых рубежах Кавказа.
На фоне общей неудачи десанта гвардии майор А. И. Радкевич был награждён только орденом Отечественной войны 1-й степени. 26 мая 1943 года советские войска вновь предприняли попытку прорвать оборону врага. В ходе наступления 116-й отдельный инженерный батальон под командованием майора А. И. Радкевича добился блестящих результатов. Александр Иванович, находясь в боевых порядках батальона, осуществлял личное руководство действиями своих бойцов по инженерной разведке и разминированию территории и обеспечил ввод в бой танковых подразделений. За период проведения операции с 26 мая по 2 июня 1943 года сапёры Радкевича, осуществляя инженерное сопровождение стрелковых и танковых частей, сняли 914 вражеских мин и построили 9 мостов для переправы пехоты и тяжёлой техники. За образцовое выполнение боевых задач в период наступления 111 солдат и офицеров 116-го отдельного инженерного батальона были удостоены правительственных наград.
В июне 1943 года полевое управление 37-й армии с частями армейского подчинения было выведено в резерв Ставки Верховного Главнокомандования, где находилось до осени. 7 сентября 1943 года армия была включена в состав Степного фронта (с 20 октября 1943 года — 2-й Украинский фронт) и принимала участие в Битве за Днепр. В ходе освобождения Левобережной Украины 116-й отдельный инженерный батальон осуществлял ремонт дорог и восстановление разрушенных противником мостов. С выходом подразделений армии к Днепру майор А. И. Радкевич был назначен комендантом основного пункта армейской десантно-паромной переправы.

Александр Радкевич (в нижнем ряду справа) с братом Виктором (в нижнем ряду слева) и сослуживцами. Тирасполь. Июнь 1944 года

В ночь на 27 сентября 1943 года передовые части 37-й армии вышли к Днепру в районе населённого пункта Келеберда, однако вследствие отсутствия штатных переправочных средств и плохо организованного сбора подручных средств форсировать реку сходу они не смогли. В результате были потеряны целые сутки, благодаря чему противник успел организовать оборону на правом берегу Днепра. В сложившейся ситуации командованию армии потребовался решительный и волевой командир, способный обеспечить быструю переброску основных сил армии, в том числе артиллерии и танков, на главном участке переправы. Выбор командования пал на майора А. И. Радкевича, хорошо зарекомендовавшего себя в предыдущих боях. Заступив на должность коменданта переправы, Александр Иванович за счёт хорошей организации работ, эффективного взаимодействия между инженерно-сапёрными подразделениями и жёсткой дисциплины сумел наладить непрерывную переброску на захваченный штурмовыми батальонами плацдарм у села Дериевка стрелковых подразделений, тяжёлого вооружения и боевой техники, а также обеспечить бесперебойное материально-техническое снабжение советских войск, сражавшихся на правом берегу Днепра. Благодаря его усилиям за период с 28 сентября по 6 октября 1943 года через Днепр было переправлено 19140 человек личного состава, 83 танка, 368 артиллерийских орудий различного калибра, 20 установок для пуска реактивных снарядов, 568 автомашин и тракторов, 905 лошадей и 436 тонн боеприпасов, что решительным образом изменило соотношение сил на правом берегу реки и обеспечило успех частей армии в боях за удержание и расширение захваченных плацдармов. За успешное форсирование реки Днепр, прочное закрепление плацдарма на западном берегу реки Днепр и проявленные при этом отвагу и геройство указом Президиума Верховного Совета СССР от 20 декабря 1943 года майору Радкевичу Александру Ивановичу было присвоено звание Героя Советского Союза.

А. И. Радкевич (справа) с начальником штаба 218-го стрелкового батальона

Зимой — весной 1944 года А. И. Радкевич, сражаясь на 3-м Украинском фронте, принимал участие в операции по ликвидации никопольского плацдарма немцев, в составе своего подразделения освобождал Правобережную Украину (Березнеговато-Снигирёвская и Одесская операции), форсировал реки Ингулец, Ингул, Южный Буг и Днестр. Весной 1944 года Александру Ивановичу было присвоено звание подполковника, и вскоре после этого он был назначен на должность заместителя командира 8-й инженерно-сапёрной бригады по тылу. В период подготовки к Ясско-Кишинёвской операции подполковник А. И. Радкевич хорошо организовал материально-техническое снабжение частей бригады, что позволило им успешно выполнять боевые задачи во время наступательных действий. Несмотря на высокие темпы наступления и большую разбросанность частей бригады служба тыла бригады, руководимая подполковником Радкевичем, продемонстрировала хорошую оперативность в работе и полностью обеспечила потребности подразделений бригады в горючем, необходимых материалах, инструменте, обмундировании и продовольствии. В дальнейшем Александр Иванович принимал участие в освобождении Румынии и Болгарии. Боевой путь он завершил в сентябре 1944 года недалеко от болгарского города Бургаса.
С сентября 1944 года по декабрь 1945 года Радкевич служил в Войске Польском командиром 5-й инженерно-сапёрной бригады (сентябрь — ноябрь 1944 года) и командиром учебного батальона в офицерской школе сапёров (ноябрь 1944 — декабрь 1945 года). С февраля 1946 года продолжал службу в инженерных войсках Советской Армии: заместителем начальника отдела Строительного управления Львовского военного округа, начальником деревообделочного комбината и начальником отдела главного механика 43-го Управления инженерных работ (в Прикарпатском военном округе). С 1950 года — командир отдельного инженерно-строительного батальона. В 1951 году ему присвоено звание полковника. В 1951—1955 годах — командир инженерно-строительных бригад (в Московском военном округе). В 1953 году окончил Курсы усовершенствования при Военно-инженерной академии. В 1955—1956 годах — заместитель начальника 42-го Управления инженерных работ по строительным частям (в Московском военном округе).
С октября 1956 года полковник А. И. Радкевич в отставке. Жил в Москве. Скончался 17 октября 1957 года. Похоронен на Ваганьковском кладбище (24 уч.).

## Награды
- Медаль «Золотая Звезда» (20.12.1943);
- орден Ленина (20.12.1943);
- орден Отечественной войны 1-й степени (21.08.1943);
- орден Отечественной войны 2-й степени (14.11.1944);
- два ордена Красной Звезды (16.02.1943, ?);
- медали, в том числе:
  - медаль «За оборону Кавказа».

## Память
- Бюст Героя Советского Союза А. И. Радкевича установлен в деревне Поповцы Копыльского района Республики Беларусь.
- Именем Героя Советского Союза А. И. Радкевича названа улица в деревне Болговичи Копыльского района Республики Беларусь.

## Документы
- Общедоступный электронный банк документов «Подвиг Народа в Великой Отечественной войне 1941—1945 гг.» Дата обращения: 15 сентября 2013. Архивировано из оригинала 11 мая 2017 года.

Представление к званию Героя Советского Союза и указ ПВС ССР о присвоении звания.
Орден Отечественной войны 1-й степени (наградной лист и приказ о награждении).
Орден Отечественной войны 2-й степени (наградной лист и приказ о награждении).
Орден Красной Звезды (наградной лист и приказ о награждении).
Описание боевых действий передовых отрядов и добровольческих батальонов войск 37 А в плавнях.
Боевой путь 116 оиб 37 А СКФ.